# BR-277
Pour les articles homonymes, voir Route 277.

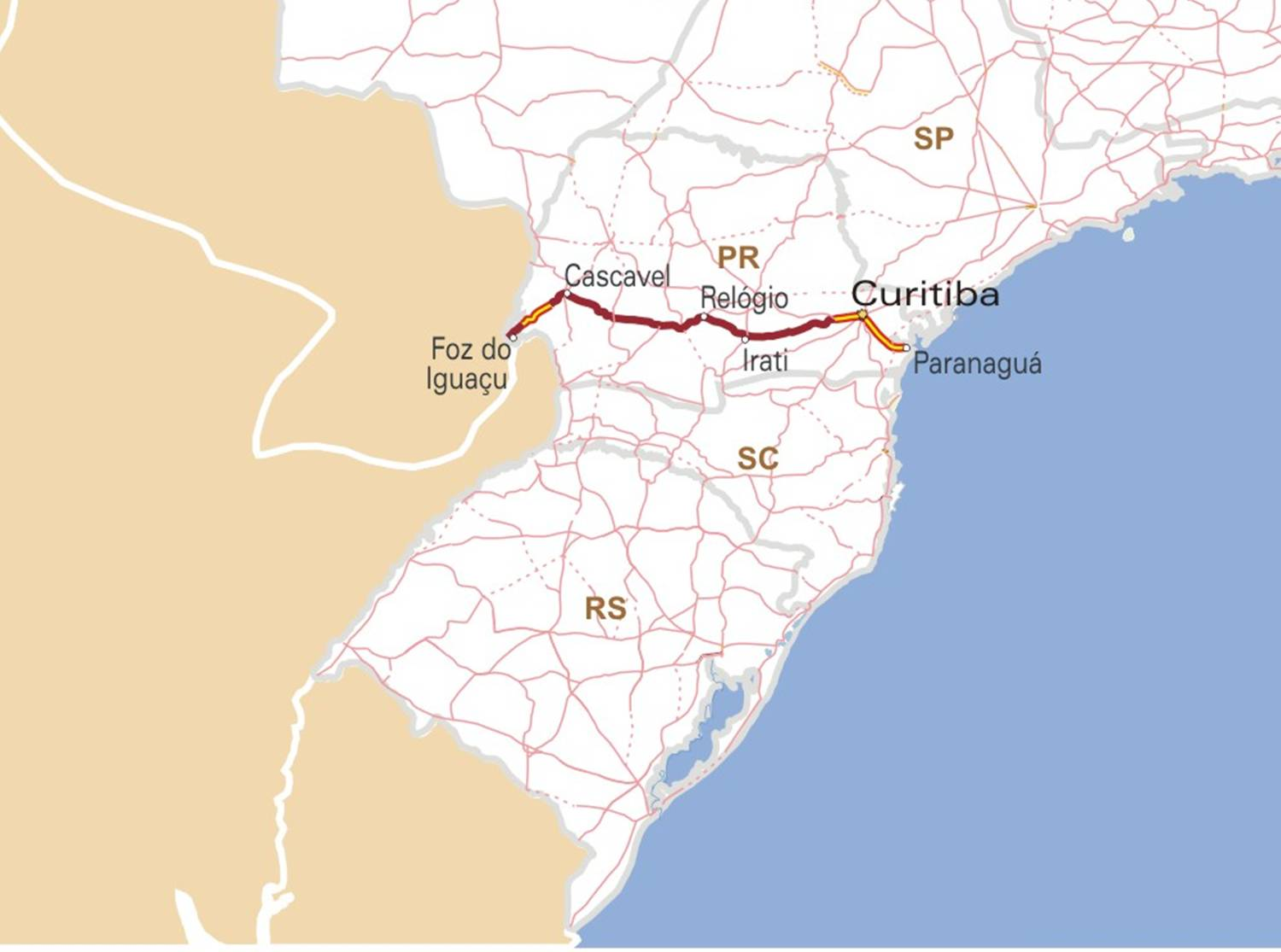
Tracé de la BR-277.

La BR-277 est une importante route fédérale transversale brésilienne située dans l'État du Paraná. Elle a une longueur de 736,6 km. La route relie Paranaguá à Foz do Iguaçu, à la frontière avec le Paraguay.

## Importance économique
La route a une grande importance économique pour le Brésil et même pour le Paraguay, car elle relie la frontière Brésil-Paraguay avec Port de Paranaguá. À la frontière, il y a un commerce intense entre les deux pays; il y a un grand tourisme dans la région de Foz do Iguaçu en raison du commerce frontalier et principalement à cause des chutes d'Iguaçu. Au Paraná, il y a une grande production de soja, de maïs, de poulet, de lait, de cellulose et de poisson, entre autres produits (qui sont exportés au Paranaguá), et le Paraguay utilise le port pour effectuer une partie de ses exportations,,,,.

## Sections dupliquées de l'autoroute
L'autoroute est dupliquée dans les 140 km entre le Port de Paranaguá, Curitiba et la jonction avec la BR-376, et par petits tronçons près de Foz do Iguaçu, Cascavel et Guarapuava. La BR-277, ainsi que les BR-369 et BR-376, qui forment un triangle au sein de l'État du Paraná, ont été concédées à des entreprises privées en 1997, au début de l'ère des concessions routières au Brésil. Les contrats sont valables jusqu'en 2021. Dans un premier temps, 995 km de routes au Paraná devaient être dupliqués, et la population s'est vu promettre que l'État disposerait d'autoroutes First World, dynamisant fortement la croissance économique. Mais des ajouts ont été rapidement signés qui supprimaient les doublons et autres travaux des contrats. 
L'engagement de dédoublement est passé de 995 à 616 km. Pour ne rien arranger, en 2019, ce qui avait été doublé n'était plus que de 300 km, même avec des tarifs de péage qui augmentaient chaque année. Le MPF (ministère public fédéral) a alors mené l'opération Intégration, qui a montré que les modifications apportées aux contrats faisaient partie d'un système de pots-de-vin millionnaire. Les entreprises ont payé au moins 35 millions de reais de frais pour réaliser ces changements de contrats. Le détournement d'argent estimé dans le système de péage s'élève à 8,4 milliards de reais. Certains de ceux cités par le MPF pour recevoir ces redevances sont : Jaime Lerner, Roberto Requião et Beto Richa, tous anciens gouverneurs de l'État de Paraná, et les concessionnaires Rodonorte, Econorte, Ecovía, Ecocataratas, Caminhos do Paraná et Viapar.
Le gouvernement suivant, sous Jair Bolsonaro et Ratinho Júnior, a tenté de faire une nouvelle concession plus efficace, mais a été bloqué pendant un an par des politiciens de gauche, qui ne sont pas intéressés à dupliquer la route sans utiliser ce fait politiquement (uniquement dans leur gouvernement, faisant des péages très bon marché pour être utilisés comme propagande politique, mais le péage bon marché ne permettra pas les doubles emplois, seulement l'entretien de l'asphalte),.

## Galerie

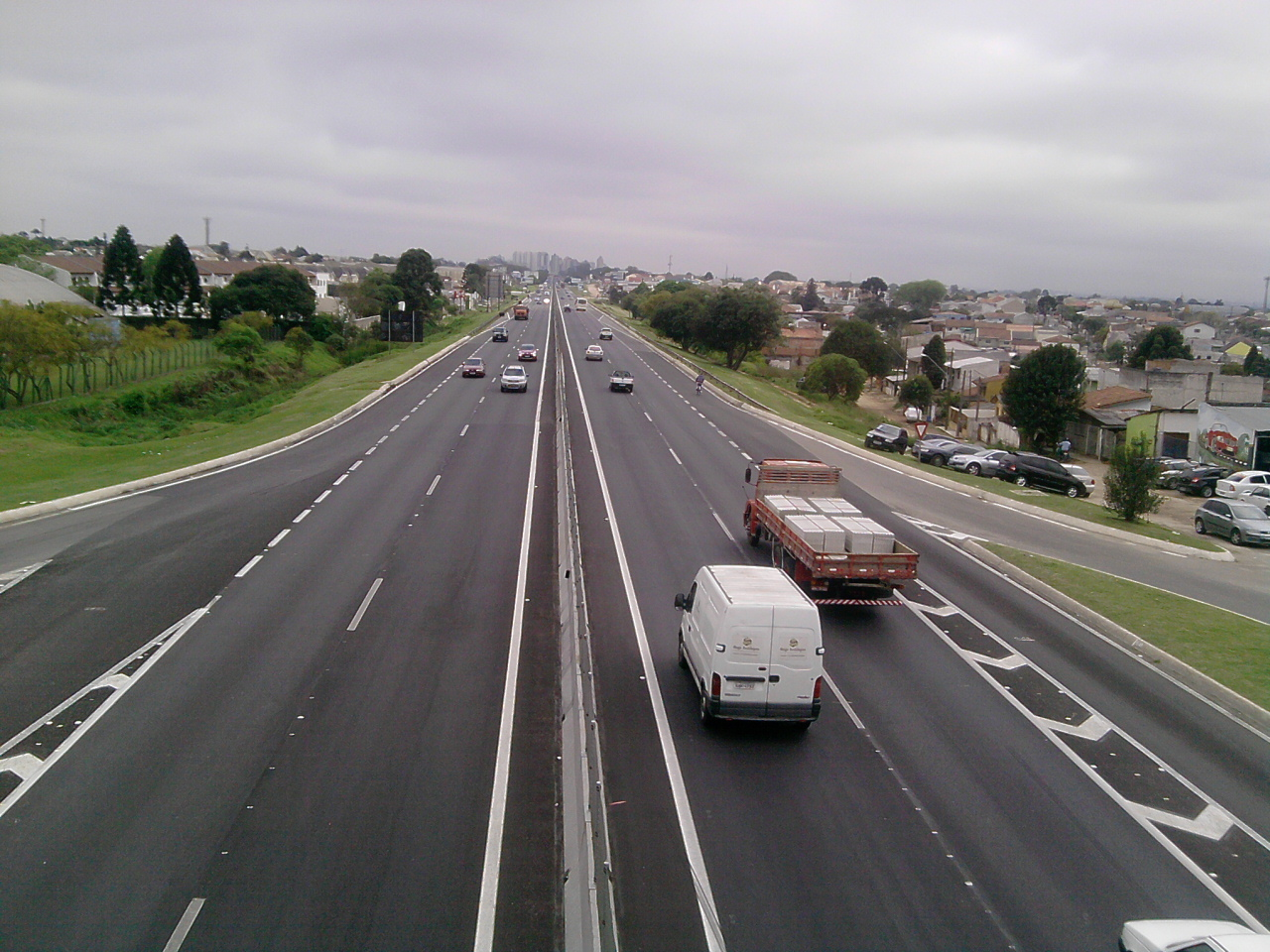
BR-277 à Curitiba.
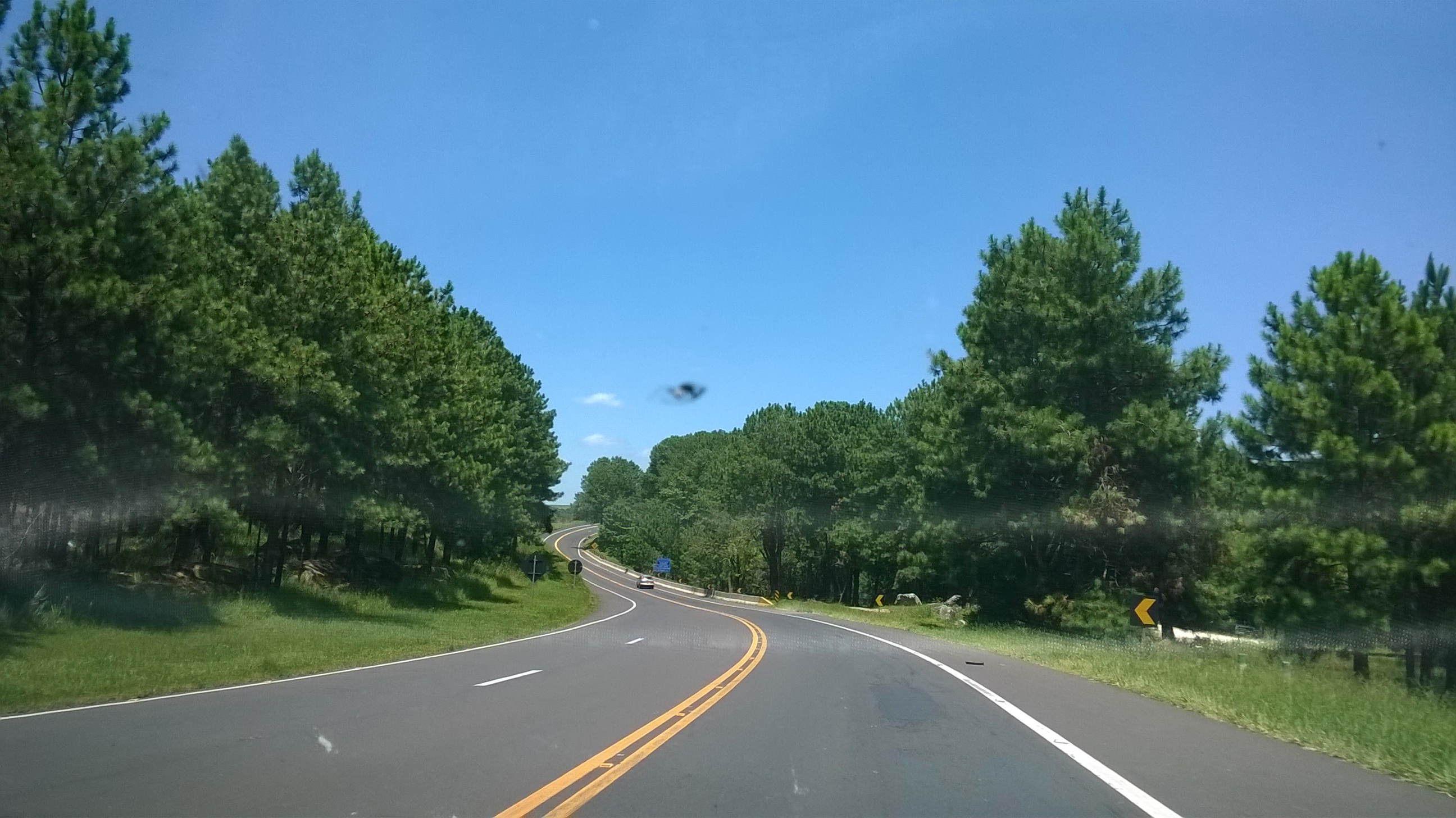
BR-277 à Balsa Nova.
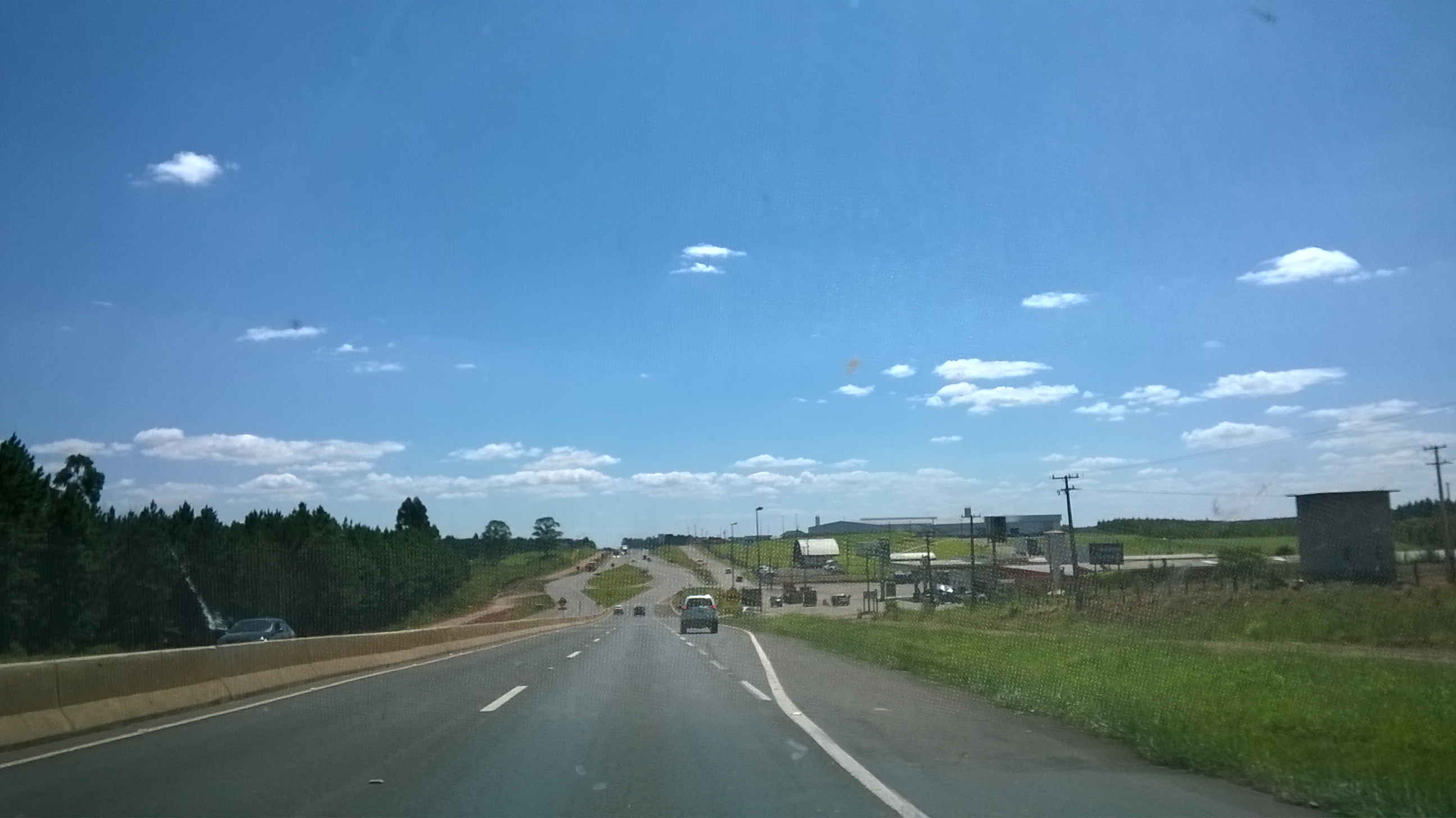
BR-277 à Guarapuava.
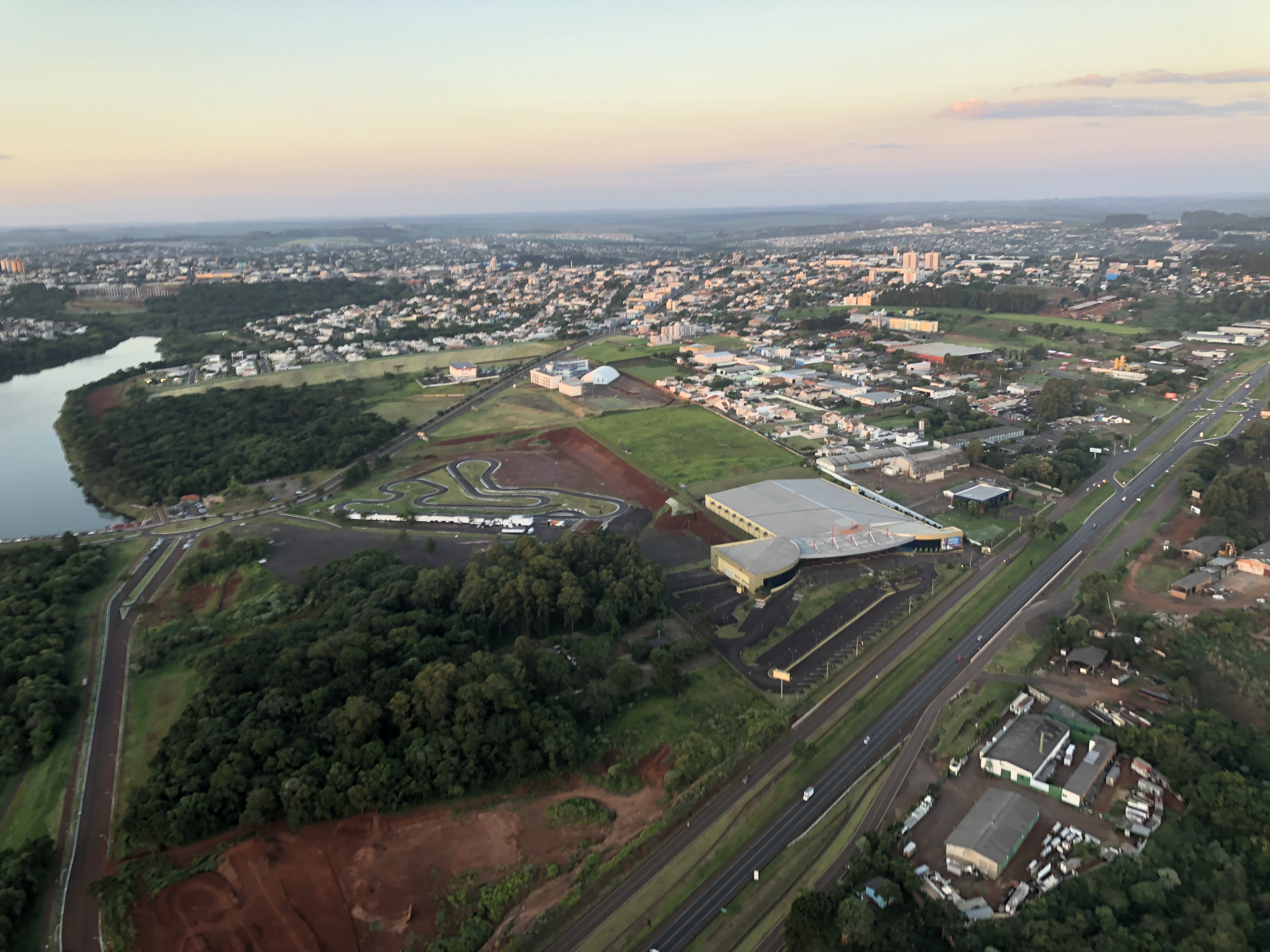
BR-277 à Cascavel.
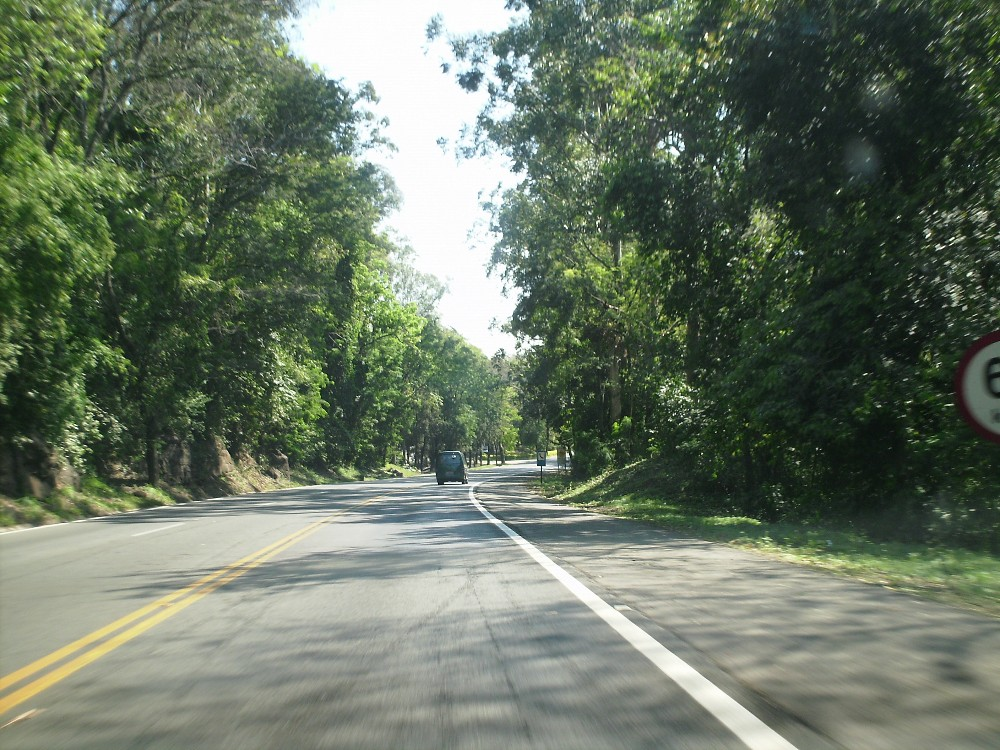
BR-277 à Matelândia.
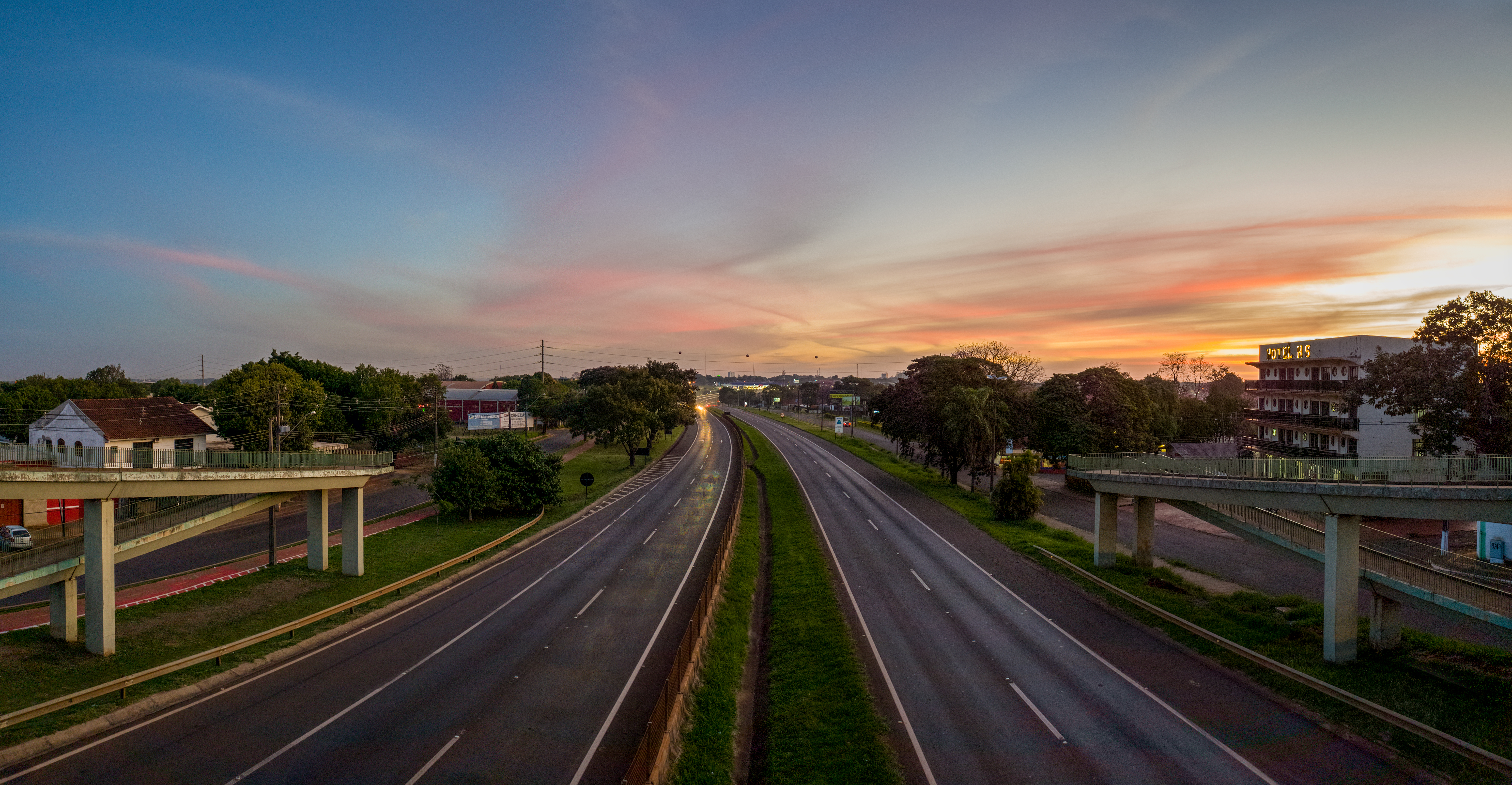
BR-277 à Foz do Iguaçu.